# 기즈역 (교토부)
기즈역(일본어: 木津駅, きづえき 키즈에키[*])은 일본 교토부 기즈가와시에 있는 역이다.

## 역 구조
섬식 승강장으로, 2면 4선의 지상역이다. 역사는 고가 형태로 이루어져 있다. 현재의 고가 역사는 2007년 4월 1일부터 사용하기 시작하였다. 역사의 독특한 유선형 외관은 기즈 강이 흐르는 모습을 표현한 것이다. 또 목재의 유통이 활발했던 기즈가와 시의 역사를 표현하기 위해 곳곳에 목조 디자인을 활용하였다.
구 역사는 다이쇼 시대에 건설된 단층 건물로 승강장에는 선로 밑의 통로 (선로가 축제 위에 있기 때문에 통로는 지상부에 있었음)로 연락되었다. 또 이전에는 현재의 1번 승강장 서쪽의 선로 2개, 양쪽 승강장 사이의 선로 2개와 동쪽의 유치선 (6개)가 부설되어 있었다. 그 자취에 의해 운전 취급 상에서는 1·2번 승강장이 '3·4번선', 3·4번 승강장이 '7·8번선'으로 바뀌는 일이 있다.
역 구내의 자동 방송은 교상화 이전에는 'X번선'이라고 안내되었지만 현재는 서일본 여객철도의 표준에 따라 '~번 승강장'으로 문안이 바뀌었다. 어번 네트워크의 일부로 이코카 및 제휴 IC 카드의 사용이 가능하다.

### 승강장
| 1 | ■ 가타마치 선 (하행)                  | 시조나와테・교바시・아마가사키 방면 |
| 2 | ■ 간사이 본선 (상행)                  | 가모・이가우에노・가메야마 방면     |
| 2 | ■ 나라 선 (상행)                      | 우지・교토 방면                     |
| 3 | ■ 야마토지 선 (하행) ■ 나라 선 (상행) | 나라・덴노지・오사카 방면           |
| 4 | ■ 야마토지 선 (하행)                  | 나라・덴노지・오사카 방면           |

나라 방면으로 향하는 하행 열차에 대해서는 야마토지 선 가모 방면에서는 3·4번 승강장에, 나라 선 교토 방멘에서는 1·3번 승강장에 입선할 수 있다. 양 노선의 열차가 동시에 입선하는 경우에는 야마토지 선의 열차가 대피선인 4번 승강장에, 나라 선의 열차는 3번 승강장에 들어온다, 덧붙여 기즈 역에서 시발하는 하행 야마토지 라이너는 4번 승강장에서 발차한다. 3번 승강장은 가모 방면과 교토 방면의 양쪽 방향에, 4번 승강장은 가모 방면만에 한해 출발이 가능하다. 실제로 매일 아침 4번 승강장에서 가모 방면에의 회송 열차 1편이 운전되고 있다.
가타마치 선은 1번 승강장에서만 선로가 연결되기 때문에 1번 승강장만 사용한다. 가타마치 선에서 나라 선으로 직통하는 열차는 상하선 모두 1번 승강장을 이용한다. 1번 승강장은 나라 선 교토 방면의 열차의 대피선 역할 또한 수행하지만(선로 자체는 가모 방면으로도 연결되고 있지만, 가모 방면의 경로가 설정되어 있지는 않다.), 2009년 3월 14일 기준의 시간표에서는 1번 승강장에의 대피 열차는 없다. 다만 레일의 보수를 위해 하루 한 편만 나라 선의 상행 열차가 1번 승강장에 입선한다. 가타마치 선의 쾌속 막차는 기즈 역의 유치선에 입선하여 주박한다.

## 역사
- 1896년 3월 13일: 나라 철도가 현재의 나라 선에 해당하는 노선을 연장하여 기즈 역이 개업하였다.
- 1898년 6월 4일: 간사이 철도에 의해 현재의 기즈 역에서 600m 떨어진 곳에 가타마치 선의 신키즈 역이 개업하였다.
- 1898년 9월 16일: 신키즈 ~ 기즈 간의 연장으로 나라 철도와 간사이 철도의 접속역이 되었다.
- 1905년 2월 7일: 간사이 철도와 나라 철도의 합병으로 간사이 철도의 소속이 된다.
- 1907년 10월 1일: 국유화에 의해 일본국유철도의 소속이 되었다.
- 1909년 10월 12일: 선로 명칭 제정에 의해 간사이 본선 소속이 되었다.
- 1984년 2월 1일: 화물 취급이 중지되었다.
- 1987년 4월 1일: 민영화에 의해 서일본 여객철도의 소속이 되었다.
- 2003년 11월 1일: 이코카의 사용이 개시되었다.
- 2007년 4월 1일: 신축 고가 역사의 사용이 개시되었다.
- 2008년 2월 8일: 구 역사의 승강장 연결 통로를 재이용한 동서연락통로의 사용이 개시되었다.

## 인접정차역
| 서일본 여객철도 간사이 본선           | 서일본 여객철도 간사이 본선    | 서일본 여객철도 간사이 본선 |
| ------------------------------------- | ------------------------------ | --------------------------- |
| 가모 방면                             | ■ 야마토지 선                  | 나라야마 덴노지 방면        |
| 서일본 여객철도 나라 선 · 간사이 본선 |                                |                             |
| 다마미즈 교토 방면                    | ■ 나라 선 미야코지 쾌속 · 쾌속 | 나라 방면                   |
| 가미코마 교토 방면                    | ■ 나라 선 구간쾌속·보통        | 나라야마 나라 방면          |
| 서일본 여객철도 가타마치 선           |                                |                             |
| 시·종착역                             | ■ 갓켄토시 선                  | 니시키즈 교바시 방면        |
| 나라야마 나라 방면                    | ■ 갓켄토시 선 일부 구간쾌속    | 니시키즈 교바시 방면        |